# Маніфест 17 жовтня 1905

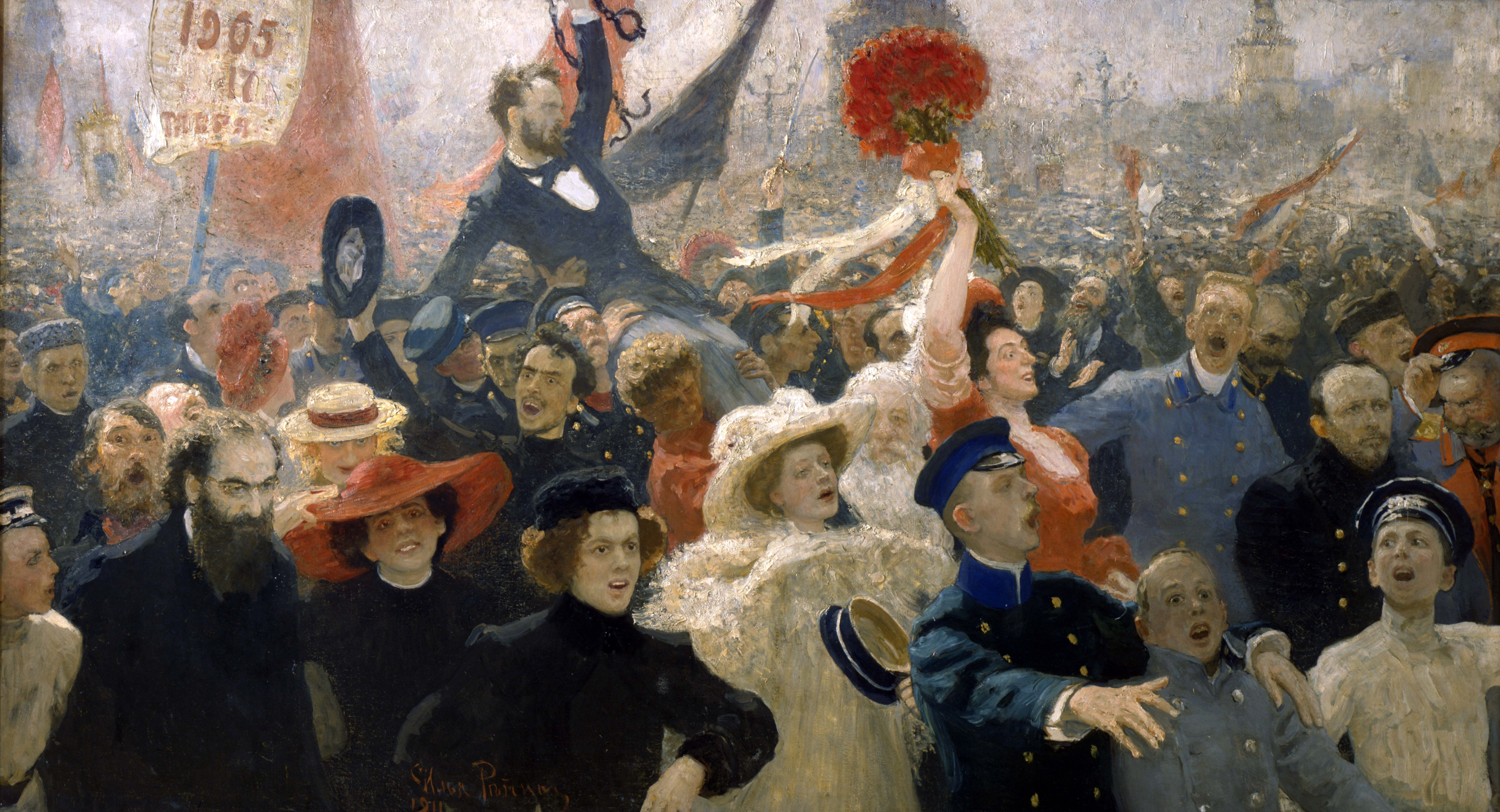
«17 жовтня 1905», Ілля Рєпін

Маніфест 17 жовтня 1905, «Найвищий маніфест» (рос. Высочайший манифест) — октройований акт, підготовлений з метою вдосконалення виконавчої влади Російської імперії, демонстрації турботи про підданців у розпалі революції 1905—1907 років, визнання насущності системних реформ. Підписаний російським імператором Миколою II у резиденції м. Петергоф 30 (17) жовтня 1905 року і наступного ранку оприлюднений пресою, тиражований окремими відбитками, листками, афішами, оголошуваний священиками по церквах.
Як своєрідний розвиток ідей рескрипту від 5 березня (18 лютого) і закону 19 (6) серпня 1905 року про первісно намічену з консультативним статусом Державну думу став спробою насамперед вербально відповісти на загострення політичних змагань у країні (в атмосфері зростання визвольного руху, примноження масових страйкових і аграрних заколотів, протестних виступів інтелігенції та студентства, поширення радикальних настроїв, соціалістичної пропаганди, навали терористичних замахів, мітингової стихії, організації перших рад робітничих депутатів, профспілок і Конституційно-демократичної партії, спалахів спорадичних ексцесів у збройних силах, деморалізованих поразкою в російсько-японській війні 1904—1905 років). По суті, значною мірою враховував програмне рішення Московського земсько-міського з'їзду 25—28 (12—15) вересня 1905 року про доцільність забезпечення прав особи, загального виборчого права, активної ролі Державної думи в законотворчості та контролі за бюджетом і адміністрацією. Перед кризовою альтернативою — диктатура чи лібералізація, запропонованою графом С.Вітте на розсуд монархові, останній схилився до мирних поступок, на чому рішуче наполіг його близький родич великий князь Микола Миколайович — голова Ради державної оборони, головнокомандувач гвардії та Санкт-Петербурзького військового округу (побачив у цьому кроці порятунок династії; натомість у фамільному колі Романових побутувало й сприйняття скоєного нещастям, ледь не клятвовідступництвом од присяги пильнувати звичаї предків). Маніфест 17 жовтня ознаменував тенденцію перебудови на керівних щаблях бюрократії з надією її кадрової оптимізації.

## Зміст
На початку маніфесту відверто висловлювалася надзвичайна стривоженість «розрухою та колотнечею в столицях і багатьох місцевостях імперії», потенційною загрозою цілісності держави. Повідомлялося про вимогу до підпорядкованих властей спинити «прямі прояви безладу, безчинств і насиль заради охорони людей мирних, що прагнуть спокійного виконання обов'язку, що лежить на кожному». Для досягнення ефекту накреслювався централізаційний шлях згуртування «вищого Уряду», котрому доручалася реалізація обіцянок, сформульованих нагальним завданням утілювати «непохитний намір ввести основи громадянської свободи на засадах справжньої недоторканності особи, свободи совісті, слова, зборів і спілок», аби закони набирали силу лише за схвалення майбутньої Держ. думи, планованої вже на кшталт наглядової інстанції в процесі законодавства з контролем дій урядовців, причому до участі в цьому органі мали залучатись і класи, доти позбавлені таких прав (за оригіналом:
…Мы, для успешнейшего выполнения общих преднамечаемых Нами к умиротворению государственной жизни мер, признали необходимым объединить деятельность высшего Правительства. На обязанность Правительства возлагаем Мы выполнение непреклонной Нашей воли:
1. Даровать населению незыблемые основы гражданской свободы на началах действительной неприкосновенности личности, свободы совести, слова, собраний и союзов,
2. Не останавливая предназначенных выборов в Государственную Думу, привлечь теперь же к участию в Думе, в мере возможности, соответствующей краткости остающегося до созыва Думы срока, те классы населения, которые ныне совсем лишены избирательных прав, предоставив, засим, дальнейшее развитие начала общего избирательного права вновь установленному законодательному порядку, и
3. Установить, как незыблемое правило, чтобы никакой закон не мог восприять силу без одобрения Государственной Думы и чтобы выборным от народа обеспечена была возможность действительного участия в надзоре за закономерностью действий поставленных от Нас властей).

На завершення містився заклик до «всіх вірних синів Росії» допомогти в припиненні «нечуваної смути».
Текст під орудою С. Вітте опрацьовували його співробітники — член Державної ради кн. Олександр Оболенський та тимчасово керуючий справами Кабінету міністрів М. Вуїч. Під рубрикою «Действия Правительства» в пакеті першої публікації Маніфесту 17 жовтня в газеті «Правительственный вестник» 31 (18) жовтня сусідили ще два матеріали: «Высочайшее повеление», за яким С. Вітте мусив невідкладно консолідувати діяльність міністрів, і «Всеподданнейший доклад» того сановника — безпосереднє підґрунтя маніфесту (акцентувалося, що подання написане за вказівками самодержця й удостоєне його резолюції «Взяти до керівництва»).

## Сприйняття суспільством
Бурхливою виявилася реакція читачів і слухачів. Провідні клірики Найсвятішого Синоду спільно поцінували дарування громадянської свободи та правового порядку «актом великої історичної ваги», за що їм одразу відкритою телеграмою, адресованою митрополиту Санкт-Петербурзькому і Ладозькому Антонію, подякував імператор Микола II. По різних теренах Маніфест 17 жовтня було привітано з ентузіазмом, адже його урочиста піднесеність провокувала пряме застосування попри формальні процедури. «Киевская газета» навіть присвятила події спеціальний випуск під назвою «Конституция». Завершився страйк залізничників, які доти паралізували шляхи сполучення. Відроджувалась автономія Фінляндії. Проте, траплялося, власті розганяли демонстрантів. Зокрема, у Севастополі святкову процесію було розстріляно (8 убитих, десятки поранених). На хвилі «патріотичних маніфестацій» збурилися контрреволюційні хуліганські вихватки антисемітського й антиінтелігентського характеру, сталися криваві погроми в Одесі, Кишиневі, Києві, Вільні (нині м. Вільнюс), Херсоні, Кам'янці-Подільську (нині м. Кам'янець-Подільський) та багатьох ін. містах. Тривали й антиурядові виступи революціонерів. Невдовзі виникли «Союз русского народа» та конституційно орієнтований «Союз 17 жовтня» (див. Октябристи). Розгорнулося будівництво різноманітних партій і товариств, у тому числі регіональних, національних.
31 (18) жовтня на зустрічі С.Вітте з редакторами петербурзьких періодичних видань легалізувалися негайні вимоги втілення свободи друку та політичної амністії. С.-Петербурзьке телеграфне агентство розповсюдило актуальне звернення Харківської думи до уряду «про потребу термінової ліквідації воєнного стану й посиленої охорони та про потребу амністії з політичних і релігійних справ». Відтак амністію 3 листопада (21 жовтня) було презентовано саме як бажання відповідно до маніфесту дарувати «основи громадянських свобод».

## «Зачароване коло» неадекватності
Показово, що 1 листопада (19 жовтня) з посади обер-прокурора Найсвятішого Синоду пішов Костянтин Побєдоносцев — своєрідний символ консерватизму (його місце заступив кн. О.Оболенський). Одначе 2 листопада (20 жовтня) було обнародуване «Правительственное сообщение» — офіційна констатація, що «миттєво змінити всі порядки державного ладу Росії не мислимо ні для кого», що оскільки «заміна існуючого ладу новим потребує законодавчих визначень і низки адміністративних заходів», то «колишні закони повинні діяти» (при цьому анонсувалися «всі можливі заходи до застосування їх властями в дусі маніфесту 17 жовтня»). Запорукою результативності тлумачилося «насамперед відновлення порядку». Тож випливало «зачароване коло» неадекватності: розв'язання завдань, оголошених заради пригашення неспокою, не випадало без угамування протестантів. Власне, імператор не брав на себе жодного зобов'язання, а покладене на виконавців не конкретизував якимись датами (хіба що згадка про вибори до Державної думи хронологічно пов'язувалася з часом до її скликання).

## Ключові пункти
Вельми швидко зреалізувався ключовий пункт М. 17 ж.: за «Найвищим указом» од 1 листопада (19 жовтня) налагоджувалося солідарне управління на рівні очоленої С. Вітте Ради міністрів Російської імперії, яка обійняла гол. начальство всіх відомств («Найпершим заходом для боротьби зі смутою є утворення однорідного уряду з визначеною програмою», — так усвідомлював пріоритетність вузлового, на його думку, моменту С. Вітте, хоча структурований ним досить строкатий кабінет не набув очікуваних ознак). Певним «економічним» додатком до М. 17 ж. декларувався 16 (3) листопада «Найвищий маніфест», спрямований на етапне скорочення й остаточне анулювання викупних платежів селян. Преамбула супутнього йому указу гласила:
У низці схвалених Нами 17-го минулого жовтня пропозицій щодо поліпшення добробуту широких народних мас першорядним має бути полегшення податного тягаря, який лежить на селянському населенні.
Правила від 7 грудня (24 листопада) 1905 року, кориговані 31 (18) березня та 9 травня (26 квітня) 1906 року, касували попередню цензуру (раніше цензори інструктувалися «пристосуватися до нових умов, в яких опинилася преса, і особистим тактом, і цілковитим усуненням найменших вимог, не опертих на законі, уникати можливості всякого роду справедливих нарікань»). Іменний указ імператора 24 (11) грудня 1905 року залучав нових виборців, прецінь фактично зберіг уфундовану на класових розрізненнях непряму систему зі становою нерівністю голосів. Із черговим «Найвищим маніфестом» і указом од 5 березня (20 лютого) 1906 року побачило світ «Учреждение Государственной Думы» — положення про Державну думу Російської імперії, яку, зрештою, «по справах законодавства» було зрівняно з Держ. радою.

## Суспільна полеміка
Від кінця 1905 точилася сусп. полеміка, чи є М. 17 ж. конституцією, чи давній устрій не порушено. Було розкидано серію прокламацій «Ура! Самодержавие пало», «Итак, Самодержавие пало». Наук. аналізом проблеми переймалося чимало авторитетних учених. Відгукнувшись на дискусійні питання, С. Вітте категорично стверджував: в юридичному сенсі, як і раніше, государ — самодержавний глава. Указом од 6 травня (23 квітня) 1906 року вводився кодекс «Основные Государственные Законы», суть чого С. Вітте пояснив просто:
У маніфесті 17 жовтня оголошено про свободу підданих; важливо в основних законах встановити межі цієї свободи, інакше не буде меж у домаганні цієї свободи.
За такої редакції вкорінено колізію законів під наглядом Державної думи і персональних указів верховного правителя, кому єдиному належав «почин» у цій сфері (включно з переглядом запровадженого зводу). Міністри звітували перед ним одним.

## Імператорський маніфест в Україні
Перший укр. переклад М. 17 ж., брошурованого разом із попередньою доповіддю С. Вітте, видано 1905 року в Лубнах («Царський маніфест. Доклад графа С. Ю. Вітте») і тоді ж заборонено (полтав. губернатор наказав конфіскувати наклад, бо де-юре ще функціонував Емський акт 1876 року). Другий переклад теж вийшов у Полтавській губернії того ж року — під егідою Полтав. губернського земства, яке, скомпонувавши послідовно маніфести 17 жовтня та 3 листопада, супроводило принципові поняття розлогим коментарем «Яки прызнани права за росийським народом Царським манифестом 17 октября», обміркованим і ухваленим 23 (10) листопада 1905 року на засіданні екон. ради 74 земцями. У 1906 року аналогічні популярні книжки з'явились у Санкт-Петербурзі («Царський Маніфест 17-го октября 1905 року») та Києві («Які права списано в царському маніфесті з дня 17-го октября 1905 року») — майже тотожні за змістом, вони обидві, переконуючи, що «Маніфестом 17-го октября скасовано старий самодержавний чиновницький лад, а заведено новий, конституційний», чітко продублювали гасло «Нехай же ввесь український народ щиро, твердо й сміливо стоїть за громадську волю і за конституцію». Мову поповнив вираз «Октябрьська революція».